# 監察医 朝顔
『監察医 朝顔』（かんさつい あさがお）は、原作：香川まさひと、作画：木村直巳による日本の漫画。
『漫画サンデー』（実業之日本社）にて、2006年に連載が開始され、2012年に同誌が休刊になった後の6巻以降、電子版で連載が続けられて、2013年に30巻で連載を終了した医療漫画である。法医学者の娘が発見された遺体の生きた証を見出すために、ベテラン刑事の父親とともに遺体の謎を解明していく物語。杏林大学医学部名誉教授（法医学）である佐藤喜宣が監修を務めている。
2019年7月期にフジテレビ系「月9」でテレビドラマ化された（全11話＋特別編1話）。続編である第2シリーズが2020年11月2日から2021年3月22日までフジテレビ系「月9」史上初めて2クールで放送された。2022年9月26日に「2022スペシャル」が放送。2025年1月3日に「2025新春スペシャル」が放送された。

## あらすじ
主人公・山田朝顔は東日本大震災で母を亡くし、それをきっかけに興雲大学で法医学の医師として勤めている。朝顔は常に遺体と向き合い、その人生を探りながら刑事の父・万平と協力し、事件の謎を解き明かしていく。物語は朝顔の勤める興雲大学、万平の勤める佐多山警察署を中心に展開される。その所在地は不明だが事件捜査の経験が豊富な都市部の警察署であることが明かされている（大阪、兵庫に新幹線で向かう距離、クロツグミが夏に飛来する中部以北) 。物語の主軸を親子二人で事件を解決する医療ミステリーにおきながら、朝顔の結婚、刑事桑原と犬井の対決もストーリーの重要な役割を担っている。

### 朝顔の結婚
主人公の朝顔は30代の独身女性で、本人もいつかは結婚をしたいという意思がある。父親の万平にも寡夫の自分の存在が朝顔の結婚を妨げているのではという悩みがあり、周囲からもたびたび結婚の心配をされている。朝顔の周囲には当初から朝顔に想いを寄せる検視官の伊東、中学時代に数日間付き合ったことのある初恋の相手・浅井三郎、警察官の桑原真也など、その相手になり得る男性は幾人もいるが、朝顔はその誰とも恋愛に至るまでの感情を抱けずにいる。
ある日、茶子から"「チョコレート・スキップ」と唱えて眠ると その晩夢に出てくる殿方こそ自分が将来結ばれる相手"というおまじないを教えられた朝顔は、こっそりとそれを実行してみる(第90話)。すると、その晩彼女の夢に現れたのは黒いタキシードを着た三郎と白いタキシードを着た桑原だった(第91話)。夢に現れた人物の1人である浅井三郎はこの直前に朝顔の友人でもある香織と交際を始めていた。交際するに先立って三郎は、これまで朝顔に好意を持っていたこと、しかし朝顔が三郎を友人以上には思っていないことに三郎は気づいており、その未練にけじめをつけたいと告白をしている(第82話)。もう1人の桑原真也についても桑原は愛妻家で妻を何より大切に思っており、妻である君子も桑原に強い愛情を持っている(第94話)。朝顔はこのまじないについて「夢は夢」と結論づけたがそれからまもなくの後、桑原は追っていた犯罪者に妻を殺されてしまう(第100話)。
2009年、三郎は香織との結婚を決めたことを朝顔に報告(第150話)、長らく朝顔に片思いをしていた検視官・伊東は異動することとなり朝顔に結婚を前提とした交際を申し込む(第157話)が、朝顔はこれを辞退する。「自分が誰を好きなのか、どうなりたいのかわからない」と告げる朝顔に対し、伊東は「まだ先生が誰も好きになっていないということ」と諭した(第160話)。桑原の妻の死から一年半が過ぎた夏、朝顔は桑原が一人で住むアパートを訪れるようになっていたが、朝顔を意識し始めていた桑原はわざと朝顔を遠ざけようとする(第188話)。そんな折、朝顔は駅である米軍パイロットに出会う。父がハワイの出身だといい一見日本人に見える顔立ちをした彼と朝顔は死を身近に感じるもの同士意気投合し、何度か食事を共にする(第185話)。しかしある時、男は約束のカフェに現れず、その一週間後の新聞で朝顔は彼が結婚詐欺師として指名手配されたという記事を発見する。被害に遭った女たちは必ず「私だけは騙されていない」と言うと指摘する茶子に、朝顔は言葉を詰まらせた(第186話)。
桑原に拒絶を受けた後も桑原と朝顔の親交は続いており、朝顔は桑原に恋愛感情を持っていることを意識し始めていた(第190話)。法医学者であるが故に朝顔は人生には必ず終わりがくること、いつ終わるかわからないことを強く実感している。「恋もせず結婚もせず子供も産まず　私は人生を終えることになるのだろうか」という不安から逃れられずにいた(第189話)朝顔は、いつもうじうじと悩んで行動できずにいる自分を変えようと朝顔は桑原の自宅を訪れ、桑原に告白をするのだった(第190話)。妻、君子のこともあり交際には及び腰だった桑原だが、ふたたび自宅を訪れた朝顔とひょんなことから関係を結び、それをきっかけに交際をスタートさせる(第193話)。
当初は二人の交際に戸惑いを見せた万平だったが、交際の挨拶に訪れた二人に対し早く結婚するように勧める。朝顔と桑原、そして万平の三人は神戸を訪れ、メリケンパークのオルタンシアの鐘の側で結婚を誓い合い(第200話)、ホテル ラ・スイート神戸ハーバーランドに宿泊した。

### 桑原と犬井
刑事・桑原真也は国外に逃亡中の暴力団員・犬井について独自に捜査を続けていた。桑原が麻薬ルートの一つを潰した際、その情報提供者を殺した犬井は桑原のことも同時に恨んでいると思われた(第94話)。実際には犬井は国内に潜伏しており、桑原は犬井とその内縁の妻である秀歌の密会現場に突入する(第93話)。結果的に犬井を取り逃がしたものの、残忍な性格である犬井が銃を抜かなかったのは秀歌に対して強い想いを持っているからではないかと予想した桑原は秀歌を激しく尋問し、彼女と連絡を取り合う犬井を挑発、炙り出そうとする。桑原の上司や同僚白石はそれぞれの保身のため桑原の強引なやり方を諌めるが、桑原は愛する妻のためにも自身に害が及ぶ前に犬井を捕まえようとますます単独捜査に走るようになる(第99話)。
2008年の正月、秀歌を数時間尾行した桑原は突然、秀歌から携帯電話を差し出されるが、それは犬井からの妻君子殺害を告げる電話だった。妻と桑原が初詣で願った「今年も良い一年になりますように」という願いはその日のうちに敗れることになる(第100話)。それから約2年。朝顔と桑原の結婚後も、警察は犬井が海外に潜伏していると考えていた(第225話)。結婚し、桑原と君子が暮らしていたマンションに移り住んだ朝顔は桑原と幸せな結婚生活を送っていたが、桑原は変わらず犬井逮捕のために奔走していた。
2010年の木枯らし一号が吹いた日(気象庁の統計によれば10月26日)、情報提供者・鶴見の弟分が桑原をファミレスに呼び出した。彼が持ち込んだ犬井が九州の港から日本に帰国したらしいという情報を桑原は上司に伝えるが(第239話)、捜査本部では犬井がフィリピンに身を隠しているという情報を得ており桑原からの情報を信じようとはしない。実際には犬井は日本に帰国しており病院で朝顔に接触している(第240話)が、桑原もまた捜査本部からの情報を信じ朝顔を不安がらせる情報を伝えるのを避けてしまう(第241話)。朝顔に二度目の接触をした犬井は、朝顔を拳銃で脅し桑原に電話を掛けさせる(第243話)。犬井の裏をかいて犬井から拳銃を奪い取った桑原は奪い取った拳銃を朝顔に託し部屋から出すが、犬井は隠し持っていた拳銃を抜き桑原と犬井は互いに拳銃を発砲する(第244話)。二人ともそのまま死亡し、死亡確認は銃声を聞いて部屋に戻った朝顔が行った(第245話)。
以上のような経緯により、死亡した2人のほかには2人が死亡した際の正確な状況を知るものはいなかった。茶子による司法解剖が行われたが、警察は桑原を殉職ではなく元妻のための私的な"仇討ち"のために犬井を殺害したと結論づけた。丸井や伊東など朝顔と親しい警察官は捜査の方針に疑問を持つが上層部の方針は変わらず、朝顔が追い求めてきた「遺体の声」は公になることはなかった(第248話)。

## 登場人物

### 興雲大学法医学教室
山田 朝顔（やまだ あさがお）→　桑原 朝顔
第1話 -
本作の主人公。興雲大学法医学教室助教授。法医学者。本人曰く三十路。7月8日生まれ。黒髪のロングヘアと「豊満な乳房」と「熟れていそうで実際はそれほどでもない肉体」と「ちびちび貯めたお金」(第186話)をもつ美人。趣味は山歩き(第27話)
十年前、母が旅行先で阪神・淡路大震災に巻き込まれて死亡してから父の万平と2人暮らしである。震災でのトラウマから地震が苦手。
恋もせず、結婚もせず、子供も産まない自分の人生に悩みを持っていた朝顔だったが、かねてから父親の仕事仲間であった桑原との交際を始め(第193話)、父・万平を伴って訪れた神戸で三人だけの結婚式を挙げるのだった(第200話)。
第203話では「役場への届出は近いうちに」と発言しており、正確な入籍時期は不明。第216話で「山田朝顔」と署名し間違いを指摘されており、入籍済み。第211話では結婚後は桑原のマンションに転居し、週5日はそちらで過ごしている。
夫・桑原が自宅で死亡し(第247話)、その葬儀の日に妊娠が判明した。朝顔は妊娠を喜び(第250話)、万平の勧めもあり実家に移り住むことになった(第252話)。山田家には桑原の表札も掛けている(第295話)。
2011年夏、長女・つぐみを出産(第279話)。母となる。つぐみが桑原姓であることから、朝顔も桑原の死後も桑原姓を使用していると思われる(第280話)。
夏目 茶子（なつめ ちゃこ）
第9話 -
法医学教室教授。小柄で特徴的なマッシュルームカット。冬生まれ。独身。
とぼけたようなことばかり言う性格だが、時折その発言が核心をつく。頻繁に海外に出かけるため、研究室を留守にしがち。
年齢不詳だが三原山病患者の世代よりは若い(第127話)。結核に3回、B型肝炎に1回罹患しているが、その時期に限って交際相手は存在せず、誰かに感染させる心配はなかった(第229話)。
朝顔とは阪神・淡路大震災時に出会ってからの師弟関係で、朝顔に深く信頼を寄せられている。
いつもポケットに遺書を入れ、新しい遺影を用意している(第291話)。
一人称は「私（わたくし）」
安岡 光子（やすおか みつこ）
第41話　-
興雲大学医学部4年生の学生(物語の途中で進級・卒業していると思われるが変わらず教室に出入りしており以降の身分は不明)。眼鏡に黒髪のボブ。目つきが悪く、言動もキツい。本人曰く友達もいないが、成績は全教科トップ。
朝顔に興味を持ち、解剖の見学に訪れたことをキッカケに教室の手伝いをするようになる。朝顔から「朝顔が解剖の見学をしたいと申し出た学生をまず断らない理由」を答えるよう課題を出され、その答えを探している。
生後2ヶ月で神社の鳥居の下に捨てられ、発見された際からだに朝の光が降り注いでいたため「光子」と名付けられた(第62話)。
8歳の時に今の両親に引き取られ、宝物のように育てられた。光子も生母のことは許せずにいるものの今の両親が悲しむことはしたくないと考え、親子仲は良好な模様。
朝顔が出産してから数年で高橋と交際することになり結婚予定(第291話)。冬休みには高橋とハワイに婚前旅行に出かけた(第297話)。
高橋（たかはし）
第2話 -
法医学教室で検査等にあたる。白衣は着用していないが医者(第243話)。萬参小学校卒、高校まで地元で過ごし大学進学後は一人暮らし。両親は健在だが実家にはあまり帰らない(第273話)。朝顔を恩師として尊敬している。
明るい髪色と垂れ目、軽薄な語り口が特徴。茶子や万平にも物おじすることがなく、茶子とは教室内でお茶を飲んだり食事を共にするなど仲がいい。
女遊びが激しいらしく、たびたび女性と揉めている。朝顔が結婚する際には「女癖の悪い自分ですが、本命は先生」と追い縋ったものの、その影では心から結婚を喜んだ(第203話)。
朝顔が出産してから数年の間に光子と交際を始めており結婚予定(第291話)でハワイに旅行に出かけた。光子によってビビリキャラにされたとは本人の談(第297話)。
軽薄な一面を見せる一方で、時折は亡くなった患者を悼み旅に出たり(第92話)、児童虐待に心を痛め光子と掴み合いの喧嘩をする(第232話)など情に篤い面も見せる。
東北地方太平洋沖地震では医師として復旧活動にあたった(第273話)。

### 山田家
山田 朝顔
(第211話、結婚により転出)
(第252話、出産のために実家に転居)
山田 万平（やまだ まんぺい）
第1話 -
朝顔の父。小柄で太い眉と厚い唇が特徴。
佐多山警察署所属の刑事であり、朝顔とは仕事上でも顔を合わせることが多い。明るくひょうきんな性格である一方、刑事としての仕事に誇りを持っており、朝顔が捜査に口を出すと強く嗜めることもある。
阪神・淡路大震災で妻を亡くしてからは独身。妻とも暮らした山田家の一軒家で娘の朝顔と二人暮らし。
朝顔が結婚しないのは自分を心配してではないかと気に病み、朝顔には結婚し子供にも恵まれてほしいと考えている。
糖尿病予備軍で朝顔に食事制限を受けているが、甘いものや揚げ物、飲酒も好き。
山田 里子
第1話 - （遺影）
朝顔の母、万平の妻。10年前、友人の娘の結婚式に参列するために友人宅に滞在中、阪神・淡路大震災に巻き込まれる。救出時は意識があり朝顔と会話ができたがクラッシュシンドロームにより死亡。
名前は第50話で明かされた。
桑原 つぐみ
(第282話、産科からの退院時より山田家に居住)
ボク
第211話-
万平が糖尿病予防の散歩相手として飼い始めたボクサー犬の子犬。朝顔の弟として可愛がっている。

### 桑原家
桑原 一
第15話 -
川板警察署捜査四課(マル暴)の刑事。
万平とは捜査について相談するために自宅に訪れるなど親しくしており、朝顔にとっても憧れの存在。仕事中はオールバックに黒スーツ、黒いシャツ、無精髭を生やしている。渋い声(第241話)。
君子、朝顔どちらの妻とも夫婦でマンション住まい。刑事という職業から君子の父や妹には結婚を反対されていたが、本人は愛妻家で結婚以来浮気をしたことがなかった。
朝顔が行った結婚相手が夢に現れるというまじないで、桑原も白いタキシード姿で夢に現れた(第91話)が、自宅に招いた桑原夫妻の仲睦まじさに朝顔は「夢は夢」と結論づけた。
暴力団員犬井の捜査に心血を注いでおり、残虐な性格である犬井から妻・君子との生活を守るためにも犬井の逮捕に焦るが、そのために家に置き去りになった妻が2008年の正月に犬井の手で銃殺された(第100話)。
妻の死後は刑事こそ続けているものの、部署の中では閑職に充てられている(第177話)。妻の死後一年半が経ち、精神的には立ち直りつつあるものの、それを自身が「だらしなくなった」と感じている(第178話)。
とあるきっかけにより朝顔と交際を始め(第193話)、2010年、神戸で結婚を誓い合うこととなる(第200話)。
幸せな結婚生活を送っていたが、犬井と相打ちになり死亡(第245話)。警察上層部からは私的な怨恨により犬井を殺害したとされその死は殉職としては扱われなかったが、実際には隠し持った拳銃を発砲しようとして犬井に対し防衛的に発砲しており、死の直前朝顔と2人で写った写真を見つめていたことがわかっている(第249話)。
山田家の朝顔の部屋には桑原のための小さな仏壇が置かれている(第280話)。
桑原 朝顔
(第211話 結婚により転入)
(第252話 出産のために転居)
桑原 つぐみ
第279話 -
朝顔と桑原の子供。2011年夏生まれ。朝顔と共に、朝顔の実家である山田家に居住(第282話)。
朝顔と桑原の旅行先で見たクロツグミと、朝顔が出産に向かう途中で見かけたクロツグミ、そして朝顔の「早く一緒に歌いたい」という願いを込めて名付けられた(第280話)。
出生時に茶子がふざけて「スーザン」と名付けたことから、丸屋などはその後もふざけて「スーザンちゃん」と呼ぶ。
第285話では幼児に成長しており、朝顔を「お母しゃん」、桑原を「お父しゃん」(第295話)と呼ぶように。巻毛でおしゃまな女の子。
妊娠判明の時にはすでに桑原は故人となっており、父親と会ったことはないが朝顔から父親の話を聞くのが好き(第295話)。
桑原 君子
第94話　-
桑原の妻(第200話で桑原と朝顔が結婚したことにより前妻となる)。犬井をとり逃した桑原を宥めるために万平が夫婦を山田家に招待し、朝顔とも面識を持つ。
薫という名の妹がいる。
現在のマンションに住む前は庭のある家に住んで餅つきをするなどしており、山田家の庭のある家を羨む。桑原家では杵をつく側。朝顔と年末に餅つきをすることを約束した。
2008年の正月、犬井の捜査のために出かけた桑原が内縁の妻・秀歌を尾行している間、自宅を襲撃した犬井により銃弾8発を撃ち込まれ死亡(第100話)。
戒名は「天徳院献身白衣大姉」(第106話)。桑原の住むアパートには彼女の仏壇がある。

### 警察
山田 万平
桑原 真也
伊東 純平
第1話 -
県警の新人検視官。西部劇の保安官に憧れて警察官を志した(第160話)。優秀な警察官で人当たりもいいが正義感に熱く、遺体を死体と呼んだり死者を蔑ろにする行為には強く反発する。監察医の診断に意を唱えることも多く、判断に悩んだときには朝顔を頼りにしている。
下の名前は朝顔の携帯に表示された着信で判明(第158話)。二人兄妹の兄で妹は3歳年下。妹には年長と年少の二人の息子がいる(第157話)。
朝顔に惚れており、携帯電話の登録名にはハートマークをつけている。朝顔を呼び出す電話の際には顔が緩んでしまうなど態度に出やすいため、その好意は万平や緒方にも筒抜けになっている。
子供好きという面では朝顔と気が合うが、赤ちゃんポストには批判的であるなど、警官と法医学者では立場の違いから相入れない部分があると感じている。
第157話において、川中北署長への内示が出たことが明らかになり、朝顔に結婚を前提とした交際を申し込んだが断られることとなる(第160話)。
異動後も朝顔、そして結婚相手となった桑原に対しても親愛の情を持っており、桑原の死が殉職としては扱われず、警察葬も執り行われないことが決まった際には自ら憎まれ役となり朝顔にそれを説明した。朝顔はわざと冷淡に事実を告げる伊東を芝居が下手と評価しながらも、その心遣いに感謝した(第248話)。
第287話で12月に挙式予定であることが明かされた。結婚式には万平、朝顔、つぐみも参列、相手写真のみの登場し、朝顔の面影のある女性(第299話)。
丸屋 大作
第165話 -
伊東の後任として着任した検視官。
伊東とは対照的に、目上の相手の前では慇懃だがそのほかでは横柄な人物。気に入らないことがあると鼻を鳴らすクセがある。太った小柄な体躯に太い眉、アフロヘアが特徴。勤務後は一人パイプを燻らせるのが趣味。品のないジョークや失礼な言動が持ち味。
朝顔は丸屋が「遺体の声を聞く」ことの重要性を理解しないことに不満を持つ(第230話)一方、丸屋は朝顔に対して一定の親しみを覚えているらしく「スペシャルな関係」を自称するが、朝顔には「"お前"はいつも失礼」と一断される(第192話)。
桑原が死亡した際には、上層部の対応に不満を漏らし涙した(第247話)。
最終話では署長に昇進することが明かされた。
緒方
第1話 -
佐多山警察署刑事課長。万平の上司。万平とは気心の知れた仲。朝顔のことも気にかけている。
妻帯者で息子がおり、孫(2007年10月9日生まれ、母親の名は牧子)が生まれた際には浮かれて仕事がままならない程だった(第89話)。その後3歳になった孫からは「じーじ」と呼ばれている(第271話)。
梶間
第1話 -
佐多山警察署の刑事。万平といつも行動を共にする若い刑事。
万平とは自宅に訪ねてきたり正月を共に過ごすなどプライベートでも親交があり、捜査の合間には朝顔とキャッチボールをすることもある。桑原が死亡した際にはマスコミを避けるため朝顔にホテルを探し送り届け、その胸の内を明かされた。
独身で交際相手はいない。
高校時代は野球部(第125話)の体育会系で、現在でも高校時代の先輩の命令には逆らえない(第126話)。

### 検察
石田 希子(いしだ きこ)
第43話 -
佐多山地方検察庁の女性検事。
肩までの黒髪をオールバックにした美人。
独身で出産経験はなく、父は故人。スーパーの鮮魚部で働く母を仕送りで養っている(第138話)。
仕事人間で事件関係者にも母親にもキツい物言いをするが、事件解決のお礼に朝顔にスノードロップ(花言葉:まさかのときの友)を贈るなど、朝顔を悪く思っているわけではないらしい。
同期が病に倒れた折、朝顔から受け取った哲学のレポートを読み人生を見直す(第137話)。

### その他
浅井 三郎(あさい さぶろう)
第22話 -
朝顔の友人。朝顔とは中学校の同級生で初恋の相手でもある。明るい生活でお調子者、細身で猿のような顔と天然パーマが特徴。愛称は「サブちゃん」。名前に因んでピースサインの代わりに指を3本立てるポーズをする。
元あけぼの中学第43期3年2組。卒業直前に親の都合で新潟に引っ越すことになり、その直前の2日間だけ朝顔と交際していた。朝顔が行った将来の結婚相手の夢が見れるというおまじないを行った際、夢の中に黒いタキシードを着て現れた(第91話)。
癌家系で両親とは死別しているが以降も新潟に在住し、高校卒業後は電柱に登る仕事をしている。新潟県中越沖地震で被災するが直接の被害は免れた(第106話)。
同窓会で朝顔と再会し、以降定期的に山田家を訪れる。三郎が悩みを抱えていた際には朝顔が助け舟を出し、朝顔が苦しんでいるときは必ず土産を持って訪ねてきてくれる。
朝顔の自宅を訪れた際に偶然香織と出会い、毎晩電話を掛ける仲に。香織が新潟を訪れた際に香織から交際を申し込まれた(第81話)ことから交際を始める(第82話)。2009年の年賀状で香織と結婚することを朝顔に報告した(第150話)。
2012年の時点では夫妻の職場の中間地点にアパートを借りて住んでいる。子供はいない。(第263話)
桑原が死亡した際には桑原と朝顔が住んだマンションを訪ね、朝顔が戻るまでに部屋の清掃を手伝うほか(第249話)葬儀にも参列した(第250話)。
加護 香織
第75話 -
朝顔の友人。バツイチ。関西弁で話しいつも派手な身なりをしている。苗字は第80話で明かされた。
エンバーミングを生業にしている。
朝顔の自宅で偶然浅井三郎と出会い、朝顔に対し三郎にアタックすると宣言した(第76話)。三郎とはその後も親交を深めていたようで、三郎からは毎晩電話をする仲に。三郎が住む新潟を訪れた際に香織から交際を申し込み(第81話)、2009年の年賀状で三郎と結婚することを朝顔に報告した(第150話)。2012年の時点では夫婦の職場の中間地点にアパートを借りて住んでいる。子供はいない(第263話)。
桑原が死亡した際にも茶子の依頼によりエンバーミングを担当し(第247話)、葬儀にも参列した(第250話)。
犬井
第93話　-
暴力団員。警察内部では海外に逃亡したと思われているが桑原は独自にその行方を追っている。麻薬の販売ルートを潰されたことから桑原を恨み、捜査の目を掻い潜って国内に潜伏している。
人の命を軽んじる残忍な性格だが、内縁の妻・秀歌には情を向け、彼女を激しく尋問する桑原への恨みを募らせる。
正月、わざと桑原に秀歌を尾行して連れ回した犬井は、桑原の妻・君子に銃弾8発を撃ち込み殺害(第100話)、捜査本部からはそのままフィリピンに逃亡したと考えられていたが(第241話)密かに日本に入国。
朝顔を殺そうとしたところ、桑原に阻まれて相打ちになり死亡した(第245話)。
マリエ
第149話
朝顔の友人。医療関係者。女装をしており性的対象は男性。マリエは本名ではなく行きつけの「snack カマ番長」での呼び名。
朝顔を朝顔さんと呼び、結婚や出産を強く勧めている。
桑原の葬儀にも参列した(第250話)。

## 書誌情報
- 香川まさひと（原作）、木村直巳（画）、佐藤喜宣（監修） 『監察医 朝顔』、マンサンコミックス（実業之日本社）、全30巻 - 紙の本は5巻までで、6巻以降は電子書籍のみ。
- 監察医 朝顔 全30巻セット、実業之日本社文庫 - 2019年に限定品として発売。6巻以降は、目次やページ数が無い簡易的な編集。
- 監察医 朝顔 決意編/宿命編、実業之日本社文庫 - 2019年に発売された傑作編。独立して読める22エピソードをそれぞれ収録し、決意編は6巻、9巻、11巻、12巻、宿命編は12巻、13巻、14巻より収録。

## テレビドラマ
第1シリーズは2019年7月8日から9月23日までフジテレビ系「月9」枠で放送され、最終回翌週の9月30日（21時 - 22時54分）には、2時間スペシャルとして『特別編 〜夏の終わり、そして〜』が放送された。主演は上野樹里。上野の月9ドラマ主演は2006年10月期に放送された『のだめカンタービレ』以来13年ぶりで、単独主演は初めてとなる。
原作では1995年1月17日に発生した阪神・淡路大震災で主人公の朝顔が母を亡くした設定となっているが、テレビドラマ化するにあたり、2011年3月11日に発生した東日本大震災によって母が行方不明になっているという設定に変更されている。なお、朝顔の苗字が原作の「山田」から「万木（まき）」に、朝顔の父親の名前が「万平」から「平（たいら）」に変更となっている。また原作で重要な役割を担った犬井の存在がドラマでは省略され、これに伴い桑原を中心に原作と設定の異なる人物も多い。
第2シリーズは当初は2020年の夏・秋に放送される予定であったが、新型コロナウイルスの影響による『SUITS/スーツ2』の放送遅延により秋・冬の年またぎでの放送に変更となり、同年11月2日から2021年3月22日まで（2021年1月11日に新春SP（21時00分 - 22時48分）を挟む）放送された。現行の月9としては初めて、フジテレビ系のテレビドラマとしては『不毛地帯』以来11年ぶりに2クール連続で放送された。
2022年9月26日に第2シリーズラストの翌年夏を舞台にしたスペシャルドラマ『監察医 朝顔2022スペシャル』が放送された。
2025年1月3日に新春スペシャルドラマ『監察医 朝顔2025新春スペシャル』が放送された。

### あらすじ
神奈川県・興雲大学の法医学教室に勤める法医学者・万木朝顔は東日本大震災で母親が行方不明となった過去がある。朝顔は誰かの“生きた証”を見つけ出そうと仕事に打ち込み、刑事の父・万木平も捜査で遺体の謎を解き明かしていく。

### 反響
第1シリーズは平均視聴率は2019年夏クール放送の連続ドラマでトップを獲得し、月9ドラマとしても2年ぶりに全話2桁を達成。放送終了後には続編を望む声を含め、視聴者から1000件近くもの称賛の声が寄せられた。
また、主演の上野も高く評価され、コンフィデンスアワード・ドラマ賞の主演女優賞を受賞した。

### キャスト

#### 興雲大学法医学教室
万木朝顔（まき あさがお）→　桑原朝顔（くわはら あさがお）〈30→35→36〉
演 - 上野樹里（幼少期：鈴木咲、小学生時代：吉田帆乃華、中学生時代：正垣那々花）
本作の主人公。興雲大学法医学教室に勤める新米法医学者。血液型はA型で桑原真也と付き合っている。新米でありながら優秀で博識。
母の里子が東日本大震災で行方不明となってから、父の平と2人暮らしである。その為か素直でしっかりしており、愛情深い性格。一方、震災でのトラウマがあり東北に行っても駅から全く動けないでいたが、後に克服。5年後には休みを利用し、祖父や父に会いに行っている。
第1シリーズ第5話終盤にて真也と結婚ののち、娘のつぐみを出産。5年後でも夫と娘とともに平と万木家で同居しているが平が東北へ、真也が長野へそれぞれ転居、異動したことにより娘と2人暮らし。第2シリーズ最終話終盤では2人目となる娘を出産しており、里美(さとみ)という名前が付けられた。
安岡光子（やすおか みつこ）
演 - 志田未来（第1シリーズ：第2話 - 第2シリーズ：最終話、特別編2022、2025新春スペシャル）
高時給目的でやってきたアルバイトの医学部生。明るいが空気が読めず思った事をそのまま言う性格。法医学自体には興味が無く、美容外科志望。しかし、それとは裏腹に作業には比較的真面目にこなしており、成長していく様子が見られる。
愛称はみっちゃん。
名古屋出身。
5年後の第1シリーズ第6話以降は、法医学研究員となっており、新人に非常に厳しい。又、自分の特技を作るために虫の研究をしており、捜査への協力に役立てようと奮闘する一面もある。
高橋涼介（たかはし りょうすけ）
演 - 中尾明慶
臨床検査技師。明るいムードメーカー的な存在である一方、そこらの法医学者より優秀で博識。
藤堂絵美（とうどう えみ）
演 - 平岩紙
法歯学者。遺体の治療痕や歯から身元を特定するのが得意な法歯学者。
雅史とは夫婦であり、息子の大輔がいる。おっとりした外見に見えてかかあ天下であり、さっぱりした性格。正月には毎年家族で雅史の実家に行くため、関西弁が抜けずにいるが、普段は関西弁で話すことは少ない。
藤堂雅史（とうどう まさし）
演 - 板尾創路
法医学者。絵美の夫。関西弁を話す。軟弱な性格だがベテランである為仕事ぶりは繊細で丁寧。
夏目茶子（なつめ ちゃこ）
演 - 山口智子（第1シリーズ - 第2シリーズ：第9話・第12話終盤 - 、特別編 2022、2025新春スペシャル）
平とは東日本大震災時に出会ってから、長年の付き合いがある。第1シリーズ開始時点で、法医学主任教授となっている。気楽な性格だが、亡くなった人のことを真剣に想う性格で朝顔に信頼されている。
一人称は「私（わたくし）」。
海外旅行を趣味としており、よく海外に旅行に行っている。第2シリーズ第9話に辞職し、第12話終盤にてエンバーマーになって朝顔達と再会する。第2シリーズ第15話からは、エンバーマーによる非常勤で働くことになった。
熊田祥太（くまだ しょうた）
演 - 田川隼嗣（第1シリーズ：第6話 - 第2シリーズ：第5話）
医学部生。実家は歯科医で、法医学のアルバイトをしていたが、歯科医師になるために辞めた。
牛島翔真（うしじま しょうま）
演 - 望月歩（第2シリーズ：第8話 - 最終話）
医大生。
実家が総合病院だが、兄が継ぐことになっているため、自分がなりたい仕事を模索中。感受性が鋭く、他人の悲しみにも涙を流す優しさを併せ持つ。

#### 野毛山署強行犯係
万木平（まき たいら）
演 - 時任三郎
野毛山署強行犯係の刑事で、朝顔の父。時間があれば、妻の里子の遺体を探しに仙ノ浦に向かう。
桑原真也（くわはら しんや）
演 - 風間俊介
野毛山署強行犯係に、ごく最近異動してきた新米刑事。朝顔とは交番勤務時代からの恋人であり、彼女から母についての話を聞いてから正式にプロポーズした。正義感が強く周囲に必死に溶け込もうとする努力家だが涙脆く、心配性と抜けた頼りない一面もある。結婚にあたり義父にあたる平の顔を伺っていたが、一緒に捜査をしたり雑談をすることで打ち解けた。
第1シリーズ第5話終盤にて朝顔と結婚し、後に朝顔との間につぐみをもうける。朝顔からは一貫して桑原君と呼ばれている一方、良き父親として子煩悩で包容力溢れる性格になっている。
第1シリーズ第8話から神奈川県警捜査一課に転属し奮闘していたが田村聖菜の殺害事件で銃を使用したことが問題となり、巡査部長である階級を自主降格するよう促されたが瀧川の協力もあり、降格せずに済むこととなる。代わりに、状況が落ち着くまでの形で長野県警の交番へと異動、単身赴任となったが、その後山倉達が一丸になって、桑原を神奈川県警に復帰できるようにと後押ししたおかげで神奈川県警捜査一課に復帰する。
桑原忍（くわはら しのぶ）〈38〉
演 - ともさかりえ（第2シリーズ：第2話 - 最終話、2025新春スペシャル）
真也の姉。信用金庫に勤める女性で、曲がったことが大嫌い。物心ついた頃から“ある夢”を抱いており、その夢を叶えるために信用金庫を退職する決意をする。第2シリーズ第4話から野毛山署の刑事に配属。
茨城県に住む博人と勇太を残し、単身赴任中。
森本琢磨（もりもと たくま）
演 - 森本慎太郎（SixTONES）
若手ながら優秀な野毛山署強行犯係の刑事。
愛川江梨花（あいかわえりか）
演 - 坂ノ上茜
野毛山署強行犯係の刑事。
岡島浩司（おかじま こうじ）
演 - 斉藤陽一郎
野毛山署強行犯係の刑事。
山倉伸彦（やまくら のぶひこ）
演 - 戸次重幸
野毛山署強行犯係係長。階級は警部補。
ラーメン屋でのバイト経験があり、中華料理の調理が得意。第2シリーズ第3話では、雨の中万木家の玄関前に立ち朝顔を驚かせ、後に帰ってきた平と桑原に不安を吐露。万木家に一泊して、そのお詫びに翌朝に得意の中華ではなく、ホットプレートで作ったパエリヤと置き手紙を託して、署に向かった。
望月（もちづき）
演 - 桑野将春（第1シリーズ第1話・第2シリーズ第5話 - ）
野毛山署強行犯係の刑事。
少年時代に非行で同署に補導されていたが（第1シリーズ第1話）、改心し、現在は刑事になり、同署で勤務している（第2シリーズ第5話以降）。
鈴木（すずき）
演 - 塩崎竜海
野毛山署強行犯係の刑事。
宮沢（みやざわ）
演 - 山口真央
野毛山署強行犯係の刑事。
伊東純（いとう じゅん）
演 - 三宅弘城（第1シリーズ：第1話 - 第5話・最終話・特別編・第2シリーズ・特別編2022、2025新春スペシャル）
検視官。岡山県出身。
鈴木真紀（演 - 伊藤真奈美）と結婚した直後、平と桑原に旅館の跡取りであることを告げ、検視官を退職した。第1シリーズ最終話で既に離婚していて、山梨県警の検視官として復職した。そこで朝顔たちと再会する。後任の神奈川県警の検視官である丸屋には、最終話で初めて対面した。
特別編では、神奈川県警での検死官の仕事に復帰したいため、丸屋に今の現場である山梨県警に異動するよう直談判した。
第2シリーズ第3話の終盤に野毛山署の検視室長として赴任した。
丸屋大作（まるや だいさく）
演 - 杉本哲太（第1シリーズ：第6話 - 第2シリーズ：第9話、第13話 - 最終話、特別編2022、2025新春スペシャル）
伊東の後任として着任した検視官。自身の検視の前に法医学の検視が行われることを、非常に嫌がっていて、職務規定違反だと言っている。伊東と対照的に生真面目で全く笑わない。伊東に対しては宿敵意識が強い。
第1シリーズ第7話のゲストの石田検事とは、親しい間柄であるような様子を見せた。最終話に近づくにつれ、段々と朝顔たちのやり方を認めるようになり後のきっかけになる。
第2シリーズ第9話で退職。その後興雲大学医学部臨床検査学科に編入し、興雲大学法医学教室の臨床検査技師見習いになり、高橋の部下となる。
沖田宗徳（おきた むねのり）
演 - 藤原季節
鑑識。
渡辺英子（わたなべ ひでこ）
演 - 宮本茉由
鑑識。
係員
演 - 小幡良祐
鑑識。

#### 神奈川県警
神崎譲治（かんざき じょうじ）
演 - 市川右團次（第1シリーズ：第8話 - 最終話）
捜査一課の刑事。階級は警部補。平の元相棒で、桑原の上司。桑原が神奈川県捜査一課に配属されてからは、指導係として共に行動する。
富澤（とみざわ）
演 - 辰巳雄大（ふぉ〜ゆ〜）（第2シリーズ）
捜査一課の刑事。桑原の後輩。
中村一郎（なかむら いちろう）
演 - 相島一之（第2シリーズ）
捜査一課課長。
伊達（だて）
演 - 大内厚雄（第2シリーズ）
捜査一課の刑事。
瀧川雄一郎（たきがわ ゆういちろう）
演 - 近藤芳正（第2シリーズ）
管理官。
三浦（みうら）
演 - 田中要次（第2シリーズ）
刑事部長。
姫宮龍司（ひめみや りゅうじ）〈37〉
演 - 井上瑞稀（HiHi Jets / ジャニーズJr.）（第2シリーズ：第16話 - 最終話）
新人鑑識官。桑原の同期。交番勤務だった当時は「三田村一家殺害事件」の起こった事件現場に臨場していた。

#### 長野県警
竹岡（たけおか）
演 - 佐野瑞樹（フジテレビアナウンサー）（第2シリーズ：第8話 - ）
桑原が赴任した交番勤務の先輩警察官。

#### その他
奥寺美幸（おくでら みゆき）
演 - 大竹しのぶ（特別出演）（第2シリーズ：第5話 - 第6話、第8話 - 第11話、第14話・特別編 2022）
仙ノ浦食堂を経営している。里子と中高時代の同級生。夫や娘を震災で亡くしており、同級生と疎遠となっていたことから寂しさを抱えているため、同世代の平に執着する。店内の公衆電話で亡くなった家族（夫もしくは娘）に電話する癖がある。
浅井三郎（あさい さぶろう）
演 - きづき（第1シリーズ）
「もんじゃ焼きさぶちゃん」の店主。朝顔の幼馴染。
小野佳代（おの かよ）
演 - 喜多乃愛（第1シリーズ）
「もんじゃ焼きさぶちゃん」の店員。
浅井結衣（あさい ゆい）〈28〉
演 - 松長ゆり子（第1シリーズ）
三郎の妻。朝顔のママ友。自転車事故に遭った後遺症である脾臓の自発性破裂によって階段から転落死した。
浅井健（あさい たける）
演 - 阿久津慶人（第1シリーズ：第6話 - ）
三郎・結衣の長男。
浅井陽斗（あさい はると）〈1〉
演 - 遠藤千空（第1シリーズ：第6話 - ）
三郎・結衣の次男。
桑原つぐみ（くわはら つぐみ）
演 - 永瀬ゆずな（旧名：加藤柚凪）（第1シリーズ：第5話終盤 - 第2シリーズ：最終話、特別編 2022、2025新春スペシャル）
夫婦となった朝顔と真也の間に産まれた長女。『特別編 2022』の時点で4歳。
桑原里美（くわはら さとみ）
演 - 中村千歳（特別編 2022、2025新春スペシャル）
夫婦となった朝顔と真也の間に産まれた次女。『特別編 2022』の時点で1歳。
保育士
演 - 宮島はるか（第2シリーズ第1話・第3話・第8話）
つぐみの通う保育園の保育士。
若林昭信（わかばやし あきのぶ）
演 - 大谷亮平（第2シリーズ：第4話、第7話、第12話 - 第13話、第15話）
遺体を生前に近い姿に戻す技術＝エンバーミングのプロフェッショナルであるエンバーマーで「グリーフケアアンドサポート」代表。自身の会社にヘッドハンティングするために茶子と会っていた。
北村愛菜（きたむら まな）
演 - 矢作穂香（第2シリーズ：第10話 - 第13話）
パンの移動販売店「ホワイトベーカリー」の店員。高橋に一目惚れされるが、覚せい剤の陽性反応が彼女の髪から検出され、薬物使用の容疑で逮捕される。
万木里子（まき さとこ）
演 - 石田ひかり
朝顔の母。チャーミングで明るい性格。旧姓は嶋田。平が仕事がちで家を留守にすることが多いので「謝罪する時は花を買ってこい」と冗談を言う位だが根は愛情深い。
東日本大震災で被災した時、朝顔と離れ離れとなった為、8年〜10年経った今でも行方不明だったが、指の一部が後に遺骨として発見されたので既に息を引き取っていた。
嶋田浩之（しまだ ひろゆき）
演 - 柄本明
朝顔の祖父。里子の父で平の舅にあたる。
寡黙な性格でありながら朝顔にはデレデレである。
里子が行方不明となってから精神的に塞ぎ込む一方、死亡を覚悟しており仏壇等を用意した。その為、今でも里子を探し続ける平を疎ましく思っている節があったが、平の捜索をやがて手伝うようになり「里子に会いたい」と心境を吐露する。
朝顔家族が実家に訪問した折、娘の幻を見て仏壇に向かって慟哭する。持病のため後に入院する。朝顔に娘の刺繍が入ったハンカチに包まれた歯の鑑定を依頼するが、拒否された。
17話のラストで息を引き取ったが、死因は持病で何の病気かは不明。
その他のレギュラー出演者
- 廣瀬この香（第1シリーズ、第2シリーズ）、山口タツヤ（第1シリーズ、第2シリーズ）、松岡真以（第1シリーズ）、渚沙（第1シリーズ、第2シリーズ）、山田優弥（第2シリーズ）、UNA（第2シリーズ）

#### ゲスト

##### 第1シリーズ（ゲスト）
第1話
桜井恵子
演 - 山田キヌヲ
桜井明彦
演 - 辻本耕志
桜井早紀
演 - 粟野咲莉
瑞枝
演 - 千葉登喜代（第7話）
- 飯田圭子、勝倉けい子、大谷麻乃、今井春花（第2話）、小宮悠雅、片桐俊次、万徳寺あんり

第2話
鈴木良一
演 - 川瀬陽太
田所
演 - 高橋努
清水
演 - 笠松将
- 赤屋板明、中澤功、奥村優希、原明日夏、佐藤ひまり（第5話）

第3話
井上雄一
演 - 森岡龍
井上幸二
演 - 三船海斗
矢神
演 - 宇梶剛士（第10話、第2シリーズ第12話・第15話）
平の後輩刑事。県警の四課（暴力団犯罪）担当。酒は下戸だが、甘いパフェが大好き。
本宮課長
演 - 神尾佑 （第2シリーズ第15話）
矢神と同じく平の後輩刑事。
笠原和真
演 - 髙野光希
松田千佳
演 - 本間彩子（第4話）
- 市原文太郎、板垣雄亮、兒玉宣勝、原田文明、関本巧文、皇希、中村敦子、栗田昌活、剛州、滝沢涼子、ふるごおり雅浩

第4話
小野寺
演 - 神野三鈴
救急救命医。
東北を訪れていた平に話しかける地元の主婦
演 - 山下容莉枝
村田智樹
演 - 保里ゴメス
朝顔の産婦人科担当医
演 - 高谷智子
- 河嶋健太、小林透弥、高木トモユキ、原口夏穂里（第2シリーズ第10話）

第5話
中島雄平
演 - 岡田義徳
中島修三
演 - 菅野久夫
- 中嶋海央、坂井晴花（第2シリーズ第5話）、稀

第6話
黒岩多江
演 - 片岡礼子
黒岩美咲
演 - 恒松祐里
黒岩友里
演 - 小林星蘭
黒岩雅樹
演 - 岡部光祐
今野
演 - 上島竜兵（第2シリーズ第16話）
逮捕されたマンホール泥棒。
第7話
白川亜里沙
演 - 有森也実
石田季子
演 - 山本未來（特別編、第2シリーズ第16話）
大原
演 - 戸田昌宏
亜里沙の担当弁護士。
松永
演 - 佐伯新
裁判長
演 - 宮地大介
- 高松克弥、前田ばっこー、清水ヨネタロウ、松木研也、齋藤正和、黒川なつみ

第8話
山本達哉
演 - 渡辺翔太（Snow Man）
山本莉奈
演 - 小林由依
達哉の妻。
- 小原卓也

第9話
まい
演 - 田中シェン（第10話）
- 加門良

第10話
赤井啓介
演 - 笠原秀幸（最終話）
医大生
演 - 戸塚純貴（特別編 2022）

- 岡田優、入江海斗、栫井里聡

最終話
吉野
演 - 村田雄浩
白石隆善
演 - 児玉貴志
佐野
演 - 諫早幸作
遺体安置所の応援スタッフ（甲府中央大学）
演 - 遊井亮子
遺体安置所の応援スタッフ（山梨県警）
演 - 阿南敦子
- 福澤重文、杉浦大介、横塚真之介、杉野なつ美、寿大聡、宮澤竹美

特別編
- 青木佑樹、竹井梨乃

##### 第2シリーズ（ゲスト）
- ◆は死者。

第1話
松本オリビア由美子
演 - 片桐はいり（第18話）
興雲大学社会心理学教授。
自首してきた重要参考人。（第18話）
佐藤祐樹
演 - 松田元太（Travis Japan / ジャニーズJr.）
死亡した佐藤絵梨の夫。痴漢容疑がかけられていた息子のことを謝罪しに来た八重子を非難する。
佐藤絵梨〈22〉◆
演 - 福瑞帆
群衆雪崩の死者。
絵梨の父
演 - 小林三十朗
娘の死を悲しむ。
絵梨の母
演 - 前野恵
娘の死を悲しむ。
佐々木八重子
演 - 梅沢昌代
佐々木拓郎の母。痴漢容疑がかけられていた拓郎のことを絵梨の遺族に謝罪するが、祐樹に激しく非難される。
佐々木拓郎〈35〉◆
演 - 一條恭輔
群衆雪崩の死者。群衆雪崩が発生する直前に持病のアナフィラキシーショックで死亡。絵梨にもたれかかるようにして死んでいたため、痴漢容疑をかけられる。
片岡康介〈41〉◆
演 - 福地信之
群衆雪崩の死者。
畠山和代〈60〉◆
演 -
群衆雪崩の死者。
けが人
演 - 眞鍋ゆか、根岸晴子、咲谷菜月
群衆雪崩のけが人。
外国人
演 - ジャック・フリーマン
茶子が飛行機で出会った男性。
添乗員
演 - セリア・ヒメネス
コメンテーター
演 - 佐々木省三
リポーター
演 - 藤井弘輝（フジテレビアナウンサー）
キャスター
演 - 久慈暁子（当時フジテレビアナウンサー）
第2話
三輪孝之〈45〉
演 - 金ちゃん（鬼越トマホーク）
少年野球チーム監督。
矢野諒〈14〉・一馬〈14〉◆
演 - 池田優斗
双子。
矢野咲江〈73〉
演 - 柳谷ユカ
諒・一馬の祖母。松葉杖歩行。
矢野浩史〈42〉
演 - 西山悟
諒・一馬の父。
諒・一馬の同級生
演 - 寺内勇貴、米本奏哉
第3話
吉野佳奈
演 - 佐久間由衣
ミイラ化遺体で発見された吉野紀夫の娘。
吉野紀夫〈66〉◆
演 - 尾花かんじ
タキシード姿のミイラ化遺体で発見された男性。
西野
演 - 樋渡真司
谷川
演 - 岩本淳
菅原
演 - 中野順二
佐竹龍二〈55〉
演 -
第4話
坂井美優
演 - 高梨臨
坂井亜衣の姉。
坂井亜衣〈24〉◆
演 - 椚ありさ
被害者。
岸川勇人
演 - 松岡広大
亜衣の交際相手。
内藤
演 - 佐藤伸之
亜衣が住むマンションの大家。
キャスター
演 - 小林芽
第5話
甲田奈々子
演 - 池津祥子
雅子の娘。第一発見者。
甲田雅子〈71〉◆
演 - 田内周子
遺体で発見された女性。
馬場
演 - 野添義弘
解剖医。
佐山
演 - 才勝
岩手県警の刑事。
宍戸慶介
演 - 竜二
多数のガラス傷がある遺体の男性。
田村聖奈〈21〉◆
演 - 中村里帆（第6話・第7話）
桑原がカフェで会っていた女性。元風俗店勤務。桑原が長野転勤となった原因になる人物。
- 隅田滉太郎

第6話
五十嵐京介
演 - 松角洋平（第7話、第15話）
神奈川県警の監察官。
神奈川県警の管理官(二役)。双子の弟。（第18話、最終話、2025新春スペシャル）
桐谷大和〈29〉◆
演 - 坂本慶介（第7話）
聖奈の交際相手。
藤堂大輔〈10〉
演 - 小山春朋（第7話・最終話・特別編 2022）
藤堂と絵美の息子。
大学生
演 - 山崎理彩、末廣拓也
- 数ヒロキ、若林秀敏、岸本尚子（第7話）

第7話
望月克哉
演 - 木原勝利
桐谷の仲間。
山田直人〈45〉
演 - 友松栄（第9話）
- 平野勇樹、今井英二

第8話
仲井戸修〈62〉◆
演 - 野中隆光
30年前の殺人事件の加害者。
浅野忠◆
演 - 森下能幸
死者。浅野栞里と正則の父。
浅野栞里〈6〉
演 - 志水心音
浅野の娘。30年前の殺人事件の被害者。
浅野正則
演 - 清水優（幼少期：郡司翔）
浅野の長男。
浅野花純〈36〉
演 - 松野果音
浅野の妻。栞里と正則の母。栞里の殺害事件後、心労がたたり死亡した。
発見者
演 - 三上勤
食堂の客
演 - 石黒久也
第9話
小湊真由〈21〉◆
演 - 愛甲ひかり
被害者の大学生。モデル。
吉永明日花〈22〉
演 - 水野瑛
小湊真由のモデル仲間。
橘凛太朗〈28〉
演 - 宮内伊織
かつて交際が噂された相手の為に激しいネットリンチに苦しみ、自殺する。
山田亜紀
演 - 高畑こと美
山田直人の妻。
牛島の友人
演 - 阿部公平、安藤優
アナウンサー（声のみ）
演 - 山田優弥
- 小沼朝生、杉原千尋（フジテレビアナウンサー）、いしいはじめ

新春SP
小林周作〈35〉
演 - 横井翔二郎
特殊造形の作家。
神野幹人〈8〉
演 - 吉田奏佑
第一発見者。小学2年生でオカルト好き。忙しい両親に構ってもらえず、寂しさを抱えている。
神野紗奈
演 - 瑛蓮
幹人の母。
大野雄太〈25〉
演 - 福井成明
被害者。
女性社員
演 - かなで（3時のヒロイン）
田中
演 - 中川大輔
被害者の大野雄太の先輩。
安西武志
演 - 高橋洋
饅頭店の店主
演 - シュウペイ（ぺこぱ）
- 富田健太郎、佐々木春香、松熊つる松、正木佐和、髙頭祐樹（第14話・特別編 2022、2025新春スペシャル）、ふるかわいずみ、国保裕子

第10話
坂口拓海〈35〉◆
演 -
坂口早苗
演 - 安藤聖
加賀
演 - 田本清嵐
篠田祐二
演 - 秋元貴秀
- 笠島智、西本竜樹、かみちぃ、大村晟、和賀一美

第11話
敷島由紀
演 - 今藤洋子
DMORT（災害派遣医療チーム）の看護師。
第12話
松野紗英〈22〉◆
演 - 依田ゆい（第13話）
転落死した女性。解剖により、覚せい剤の常習者と判明する。
松野武弘
演 - 住田隆（第13話）
紗英の父。
松野翠
演 - 黒沢あすか（第13話）
紗英の母。覚せい剤の影響によって変わり果てた娘の亡骸にショックを受ける。
木嶋和樹
演 - 中井健勇
刑事
演 - 大宮将司、堤匡孝
第13話
宮田市郎
演 - 赤楚衛二
高木春江の隣人。
高木春江〈65〉◆
演 -
死者。
長谷川
演 - 是近敦之
不動産屋。
五味
演 - 渡部遼介
長野県警刑事総務課。
第14話
桜木
演 - 乃上桃（第16話、第17話）
静愛病院の看護師。
第15話
猿渡優香
演 - 菅野莉央
被害者の娘。森本の学生時代の友人。
猿渡佳織
演 - 美保純
被害者の妻。優香の母。
猿渡正夫〈65〉◆
演 - 小林康弘
被害者。
糀谷晴一（こうじだに せいいち）
演 - 肥後克広（ダチョウ倶楽部）（第18話・最終話・特別編 2022）
平の同期。神奈川県警の相談員。退職時の階級は警部。
「三田村一家殺害事件」の捜査で桑原とバディを組む（第18話）。
現在は野毛山署の署長を務めている（特別編 2022）。
市川継男
演 - 平原テツ（第16話、最終話）
「三田村一家殺害事件」の被疑者。金銭トラブルがあり、目撃証言と一致する頬のやけどの痕もあったことから当初は犯人とされていたが、証拠不十分で釈放された。
森本刑事が刺された件で再び事情聴取される（最終話）。
桑原博人
演 - 塙宣之（ナイツ）（最終話）
忍の夫。桑原家の婿養子。
桑原誠
演 - 螢雪次朗（最終話）
真也と忍の父。
桑原静子
演 - 岡まゆみ（最終話）
真也と忍の母。
桑原志保
演 - 高野渚（最終話）
真也と忍の妹。
桑原勇太（くわはら ゆうた）〈17〉
演 - 奥智哉（最終話・特別編 2022）
忍と博人の息子。
床屋の店主
演 - 石黒久也
店主の妻
演 - 藤田康江
内田伸行
演 - 満田伸明
内田脳神経外科の医師。
第16話
下井雪人
演 - 野間口徹
被災女性の孫。
三枝弘樹
演 - 山田裕貴
桑原の顔馴染みの刑事。『青のSP―学校内警察・嶋田隆平—』の生活安全課少年係の刑事。
北村力也〈37〉
演 - りんたろー。（EXIT）（17話 - 最終話）
三田村一家殺害事件の模倣犯。
石塚清彦
演 - 吉見幸洋
静愛病院の医師。
第17話
田崎直子
演 - 岡崎紗絵
窒息死した生後8ヶ月の乳児の母。
田崎咲良〈8ヵ月〉◆
演 -
直子の娘。乳児。
田所
演 - 福本伸一
清水篤史
演 - 武本健嗣
清水明菜
演 - 鳥羽まなみ
清水杏奈〈10ヵ月〉◆
演 -
明菜と篤史の娘。乳児。
漁師
演 - 佐藤誠
東日本復興協会の男性
演 - 安藤広郎
看護師
演 - 神嶋里花
アナウンサー
演 - 久代萌美（当時フジテレビアナウンサー）
第18話
参列者
演 - 森喜行、針原滋、高柳葉子
新井千秋〈41〉◆
演 - 見方あゆ実
- 荒木誠、島袋香菜

最終話
宇賀神秀樹◆
演 - 灰塚宗史
通り魔事件の被害者。大学生。
宇賀神友則
演 - 佃典彦
秀樹の父。
宇賀神美佐子
演 - 山野海
秀樹の母。
秋山丈一
演 - 岩崎う大（かもめんたる）
森本の叔父。
秋山邦夫
演 - 柾賢志
秋山真由美
演 - まりゑ
井出伊織
演 - 山崎育三郎
東京地検第3支部所属の検事。朝顔と顔馴染み。
- 内海誠子、髙田侑里、岩崎宇風美、大森万梨乃、谷岡慎一（フジテレビアナウンサー）、中原杏子

##### 特別編 2022
鈴井賢介
演 - 速水もこみち
野毛山署交通事故捜査係の刑事。
岸川聡（きしかわ そう）
演 - 佐藤遙灯
小学2年生になったつぐみの同級生。
岸川由美子（きしかわ ゆみこ）
演 - 中島亜梨沙
聡の母。交通事故で死去。
岸川裕二（きしかわ ゆうじ）
演 - 少路勇介
聡の父。
岸川ナナ（きしかわ なな）
演 - 菅野はな
聡の妹。
古井正彦（ふるい まさひこ）
演 - 宗政心士
交通事故で死去した男性。
古井典子
演 - 吉田幸矢
正彦の妻。
古井秀子（ふるい ひでこ）
演 - 田村たがめ
正彦の娘。
一条憲次
演 - 喜多貴幸
鬼塚組構成員。一酸化炭素中毒で死亡した真島歩と同室。
役名不明
演 - 福永一茂（岩手めんこいテレビアナウンサー）
海底調査会社の社員。

##### 2025新春スペシャル
府木原一郎
演 - 酒向芳
35年前に娘を誘拐された被害者家族。事件は未解決。
由布子
演 - 手塚理美
電車で轢かれて死亡した島村裕司の母親。自殺との所見を受け入れられない。
女子高生
演 - 横溝菜帆
部活に向かう途中に川で死体を見つけ通報した第一発見者。
島田洋介
演 - ホリベン
府木原一郎に拉致された男性。
店員
演 - 蓼沼優衣
連続殺人遺体から採取されたマーガレットの種を犯人と思しき男性に売っていた花屋の店員。
大家
演 - 岐部公好
感電死体で発見された佐々木義嗣宅の大家の男性。
警察官
演 - いずみかわみほ
市川太郎の溺死体の第一発見者の女子高生からの預かり物を桑原に届ける。
府木原百合子
演 - 西島海心
府木原一郎の娘。35年前に誘拐され、未解決のままとなっている。
アナウンサー
声 - 内田嶺衣奈（フジテレビアナウンサー）
テレビで地震情報を伝える。
- 岩田玲、佐藤芽、江原璃莉、吉川仁菜、長塚澄美花

### スタッフ
- 原作 - 香川まさひと（原作）、木村直巳（画）、佐藤喜宣（監修）『監察医 朝顔』（マンサンコミックス〈実業之日本社〉刊）
- 脚本 - 根本ノンジ（連続ドラマ）、山本奈奈[133]（特別編 2022）、鈴木薫[133]（特別編 2022）、斎藤綾香（特別編 2025）[7]
- 音楽 - 得田真裕
- 主題歌 - 折坂悠太「朝顔」（Less+ Project）[134]
- 挿入歌 - 折坂悠太「鶫（つぐみ）」（Less+ Project）[135]（第2シリーズ）
- 特別編 2022
  - 主題歌 - 折坂悠太「朝顔」「鶫」（Less+ Project）[133]
- 法医学監修 - 上村公一（東京医科歯科大学）
- 法歯学取材 - 斎藤久子（千葉大学）、勝村聖子（鶴見大学）
- 医療監修 - 髙田哲也、佐藤留美子（日吉メディカルクリニック）（第2シリーズ）
- 警察監修 - チーム五社
- プロデュース - 金城綾香
- 演出 - 平野眞、澤田鎌作（第1シリーズ）、阿部雅和、青木達也（特別編）、保坂昭一（特別編）、三橋利行（第2シリーズ）
- 制作 - フジテレビ

### 放送日程

#### 第1シリーズ
| 話数                                                                         | 放送日        | サブタイトル                                                              | 演出                       | 視聴率 |
| ---------------------------------------------------------------------------- | ------------- | ------------------------------------------------------------------------- | -------------------------- | ------ |
| 第1話                                                                        | 2019年7月08日 | 法医の娘と刑事の父の異色タッグ! 母を亡くした少女を救う…この夏一番の感動作 | 平野眞                     | 13.7%  |
| 第2話                                                                        | 7月15日       | 夏に凍死!? 謎の身元不明遺体の最期は…                                      | 平野眞                     | 12.3%  |
| 第3話                                                                        | 7月29日       | 身元不明遺体が4体… 意外な真実!?                                           | 澤田鎌作                   | 12.3%  |
| 第4話                                                                        | 8月05日       | 連続青酸カリ自殺… 朝顔に命の危機!                                         | 澤田鎌作                   | 12.3%  |
| 第5話                                                                        | 8月12日       | 第一章完結! 白骨死体の謎… 朝顔の旅立ち                                    | 平野眞                     | 12.3%  |
| 第6話                                                                        | 8月19日       | 新章開始! 朝顔は母に…。夫婦殺人事件に挑む                                 | 平野眞                     | 14.4%  |
| 第7話                                                                        | 8月26日       | 母の手がかり… 朝顔は裁判で窮地に                                          | 澤田鎌作                   | 11.4%  |
| 第8話                                                                        | 9月02日       | 史上最も悲しい事件… 不詳の死か?                                           | 阿部雅和                   | 10.2%  |
| 第9話                                                                        | 9月09日       | 最終章スタート! 法医失格? 解剖できない                                    | 平野眞                     | 12.7%  |
| 第10話                                                                       | 9月16日       | 最終回直前! 朝顔先生が語る、命の講義…                                     | 阿部雅和                   | 12.3%  |
| 最終話                                                                       | 9月23日       | 遂に、完結! 娘と父の命の物語… 大災害の前で法医が出来ることは!? 涙の朝顔…  | 平野眞                     | 13.3%  |
| 平均視聴率 12.6%（視聴率はビデオリサーチ調べ、関東地区・世帯・リアルタイム） |               |                                                                           |                            |        |
| 特別編                                                                       | 放送日        | タイトル                                                                  | 演出                       | 視聴率 |
| 特別編                                                                       | 9月30日       | 監察医 朝顔 特別編〜夏の終わり、そして〜                                  | 阿部雅和 青木達也 保坂昭一 | 11.9%  |

- 第1話は21時 - 22時24分の30分拡大放送。
- 第2話は21時 - 22時9分の15分拡大放送。
- 第3話は7月22日に放送予定だったが、18日に発生した京都アニメーション放火殺人事件を受け、第1話・第2話のダイジェスト「1・2話ふり返りSP!」に変更し、7月29日に延期[9][139]。
- 第7話は第37回世界柔道選手権大会の放送延長により45分繰り下げ、21時45分 - 22時39分に放送された[140]。
- 第10話は『FIVBワールドカップ2019 女子 日本×韓国』の放送延長により55分繰り下げ、21時55分 - 22時49分に放送された。
- 最終話は『FIVBワールドカップ2019 女子 日本×ケニア』の放送延長により10分繰り下げ、21時10分 - 22時34分の30分拡大放送。

#### 第2シリーズ
| 話数                                                                         | 放送日         | サブタイトル                                                         | 演出     | 視聴率 |
| ---------------------------------------------------------------------------- | -------------- | -------------------------------------------------------------------- | -------- | ------ |
| 第1話                                                                        | 2020年11月02日 | 法医の娘と刑事の父と夫がつむぐ命の物語 歩道橋事故に隠された真実とは… | 平野眞   | 13.8%  |
| 第2話                                                                        | 11月09日       | 双子の少年が突然死! 2人が隠した悲しい秘密とは                        | 平野眞   | 10.3%  |
| 第3話                                                                        | 11月16日       | ミイラ化遺体は20年前の凶悪犯!?                                       | 阿部雅和 | 12.1%  |
| 第4話                                                                        | 11月23日       | 密室殺人の謎! 朝顔秘密を知る                                         | 阿部雅和 | 12.4%  |
| 第5話                                                                        | 11月30日       | 朝顔東北で解剖!? 桑原夫妻は…                                         | 平野眞   | 10.0%  |
| 第6話                                                                        | 12月07日       | 桑原射殺事件! 朝顔が知る残酷な真実                                   | 三橋利行 | 11.4%  |
| 第7話                                                                        | 12月14日       | 桑原射殺事件解決編! 朝顔第1章ここに完結!                             | 平野眞   | 09.5%  |
| 第8話                                                                        | 12月21日       | 新章スタート! 朝顔、娘と2人暮らし… 30年前の事件が                    | 阿部雅和 | 10.1%  |
| 第9話                                                                        | 12月28日       | 女子大生連続刺殺事件にSNSの暴走!                                     | 平野眞   | 10.2%  |
| 第10話                                                                       | 2021年01月18日 | 解剖で怪我… 感染症と懸命に闘う法医の苦しみ                           | 阿部雅和 | 12.4%  |
| 第11話                                                                       | 01月25日       | トンネル崩落事故! 朝顔と桑原に衝撃のラスト                           | 平野眞   | 10.2%  |
| 第12話                                                                       | 02月01日       | つぐみはどこに!? 娘の家出に涙… あの人が帰ってくる!?                  | 三橋利行 | 12.6%  |
| 第13話                                                                       | 02月08日       | 茶子先生が帰ってきた! そしてあの男も…?                               | 阿部雅和 | 11.6%  |
| 第14話                                                                       | 02月15日       | 孤独編ついに完結! 家族が集うクリスマスに涙                           | 平野眞   | 11.8%  |
| 第15話                                                                       | 02月22日       | 最終章 家族の時間編! 万木家のお正月…                                 | 阿部雅和 | 10.5%  |
| 第16話                                                                       | 03月01日       | 史上最凶の殺人! 祖父に語る朝顔の嘘                                   | 三橋利行 | 11.1%  |
| 第17話                                                                       | 03月08日       | みんな、おかえり… 母との再会                                         | 平野眞   | 12.4%  |
| 第18話                                                                       | 03月15日       | 残された時間は少ない… 父、忘れる                                     | 阿部雅和 | 13.0%  |
| 最終話                                                                       | 03月22日       | 最後の事件に立ち向かう…! 朝顔と桑原の結婚式、父のスピーチ7分間       | 平野眞   | 13.3%  |
| 平均視聴率 11.5%（視聴率はビデオリサーチ調べ、関東地区・世帯・リアルタイム） |                |                                                                      |          |        |

- 第1話・最終話は21時 - 22時24分の30分拡大放送。
- 第2話は21時 - 22時9分の15分拡大放送。
- 第9話は21時 - 22時48分の54分拡大放送。

#### 新春SP
| 放送日                                                       | サブタイトル                                     | 演出     | 視聴率 |
| ------------------------------------------------------------ | ------------------------------------------------ | -------- | ------ |
| 2021年1月11日                                                | 2時間SP!朝顔と桑原の出会いとなれ初めが初公開･･･! | 三橋利行 | 10.9%  |
| （視聴率はビデオリサーチ調べ、関東地区・世帯・リアルタイム） |                                                  |          |        |

#### 2022スペシャル
| 放送日                                                       | サブタイトル | 演出   | 視聴率 |
| ------------------------------------------------------------ | ------------ | ------ | ------ |
| 2022年9月26日                                                |              | 平野眞 | 10.9%  |
| （視聴率はビデオリサーチ調べ、関東地区・世帯・リアルタイム） |              |        |        |

#### 2025新春スペシャル
| 放送日                                                       | サブタイトル                      | 演出   | 視聴率 |
| ------------------------------------------------------------ | --------------------------------- | ------ | ------ |
| 2025年1月3日                                                 | 父と娘、ついに永遠の別れを迎える… | 平野眞 | 8.9%   |
| （視聴率はビデオリサーチ調べ、関東地区・世帯・リアルタイム） |                                   |        |        |

### 受賞歴
- 第17回コンフィデンスアワード・ドラマ賞（2019年7月期）[144]
  - 優秀作品賞
  - 主演女優賞：上野樹里
- 令和2年度（第75回）文化庁芸術祭参加作品[145]
- 東京ドラマアウォード2023 単発ドラマ部門[146]
  - 優秀賞（監察医朝顔 2022スペシャル）

### スピンオフドラマ
『森本刑事のオジさん監察日記』（もりもとけいじのオジさんかんさつにっき）のタイトルで、2020年11月2日の本編第1話の放送終了後からFODで配信。
本編に登場する警視庁野毛山署の若手刑事・森本琢磨が主人公のスピンオフドラマ。

#### キャスト（森本）
- 森本慎太郎（SixTONES）[147]
- 岩崎う大（かもめんたる）[147]
- 斉藤陽一郎[147]
- 坂ノ上茜[147]
- 戸次重幸[147]

#### スタッフ（森本）
- 脚本：岩崎う大（かもめんたる）[147]
- チーフプロデュース：金城綾香[147]
- プロデュース：竹田浩子、栗原彩乃
- 協力プロデュース：高比良抗介
- 演出：保坂昭一、青木達也

#### 配信日程
| 各話   | 配信日         | サブタイトル                     |
| ------ | -------------- | -------------------------------- |
| 第1話  | 2020年11月02日 | 僕のオジさんは厄介者             |
| 第2話  | 11月09日       | 僕のオジさんはやっぱり厄介者     |
| 第3話  | 11月23日       | ラッキー刑事                     |
| 第4話  | 12月07日       | 森本刑事、取り調べの鬼になる!    |
| 第5話  | 12月21日       | オジちゃんと僕の長い一日         |
| 第6話  | 2021年01月18日 | オジちゃん波乱の職場訪問         |
| 第7話  | 01月25日       | 続・オジちゃんの波乱の職場訪問   |
| 第8話  | 02月08日       | オジちゃんとの合コンは単なる地獄 |
| 第9話  | 02月22日       | 子守りという名の大事件!          |
| 第10話 | 03月08日       | 丈一オジちゃんが家出?            |
| 最終話 | 03月22日       | 刑事森本フォーエバー             |

### その他
- 2021年3月1日放送の第2シリーズ第16話で同年1月期放送の関西テレビ制作・フジテレビ系「火曜21時枠」のドラマ『青のSP―学校内警察・嶋田隆平―』で山田裕貴が演じる警視庁住浜署の三枝弘樹役で神奈川県警捜査一課に復帰した風間俊介が演じる桑原真也の顔なじみの刑事として本作に登場している[108]。山田にとっては、これが月9初出演となった[108]。
- 2021年4月期放送の月9ドラマ『イチケイのカラス』で検事・井出伊織役で出演する山崎育三郎が第2シリーズの最終話（第19話）に上野樹里演じる主人公・朝顔と顔なじみの検事・井出伊織として『イチケイのカラス』の役柄そのままでクロスオーバー出演を果たしている[149]。
- 興雲大学のロケ地の学校は2004年にTBSの「日曜劇場」枠で放送されたドラマ『オレンジデイズ』の明青学院大学、2006年の日本テレビの『マイ☆ボス マイ☆ヒーロー』のセント・アグネス学園高校のロケ地になった東洋英和女学院大学である。ちなみに上野は『オレンジデイズ』に出演している。